# Свети Йоан Златоуст (Солун)
„Свети Йоан Златоуст“ (на гръцки: Ιερός Ναός Αγίου Ιωάννου Χρυσοστόμου) е църква в македонския град Солун, част от Солунската епархия на Вселенската патриаршия, под управлението на Църквата на Гърция. Разположена е на улица „Пердикас“ № 55 в квартала Пиргите.

## История

### Българска църква
Солунската българска община издейства ферман още в 1896 година за строеж на представителна българска църква. В 1906 година започва кампанията за дарение на средства за построяване на храма. Строежът на църквата е започнат в 1907 година от Солунската българска община под името „Свети Георги“ за нуждите на българската колония в Пиргите. Завършването и освещаването на храма е планирано за 1913 година. Църквата е дело на майсторите дебрани братята Атанас и Георги Митровски.

### Гръцка църква
В 1912 година по време на Балканската война в Солун влизат гръцки войски. В следната 1913 година всички имоти на Българската екзархия са отнети и „Свети Георги“ минава във владение на Солунската патриаршеска епархия. Митрополит Генадий Солунски препосвещава все още недовършената църквата на Свети Йоан Златоуст. Първоначално е параклис на съседната гръцка църква „Света Троица“ и с пари на тази енория е довършена. След Малоазийската катастрофа на Гърция в 1922 година и обмена на население между Гърция и Турция, в църквата са настанени гърци бежанци.
По време на окупацията на Солун в годините на Втората световна война, на 15 януари 1942 година, след постоянен натиск от страна на Солунския българския клуб върху германските власти в Солун, църквата е върната на българите.
След изтеглянето на германските войски от Солун, църквата отново става собственост на Солунската митрополия. На 20 септември 1953 година е осветена от митрополит Пантелеймон Солунски и става енорийски храм.

## Архитектура
В архитектурно отношение църквата е кръстокуполен храм. Има три параклиса – „Свети Дионисий Олимпийски“ в самия храм и „Света Олимпиада“ и „Свети Рафаил“ в сутерена, където също така работи културен център.